# Ohrozim
Ohrozim (en allemand : Ochrosin) est une commune du district de Prostějov, dans la région d'Olomouc, en Tchéquie. Sa population s'élevait à 463 habitants en 2023.

## Géographie
Ohrozim se trouve à 7 km à l'ouest-nord-ouest du centre de Prostějov, à 20,5 km au sud-ouest d'Olomouc et à 198 km à l'est-sud-est de Prague.
La commune est limitée par Zdětín et Lešany au nord, par Mostkovice à l'est et au sud-est, par Plumlov au sud et au sud-ouest, et par Vícov à l'ouest.

## Histoire
La première mention écrite de la localité date de 1131.

## Transports
Par la route, Ohrozim se trouve à 9 km de Prostějov, à 26,4 km d'Olomouc et à 252 km de Prague.